# Distensió abdominal
La distensió abdominal es produeix quan substàncies, com l'aire (gas) o un fluid, s'acumulen a l'abdomen provocant la seva expansió. És un signe d'una malaltia o disfunció subjacent del cos, habitualment de l'aparell digestiu. Les persones que ho presenten sovint la descriuen com "sensació d'inflor". Les persones que la pateixen sovint experimenten una sensació de plenitud, pressió abdominal i, de vegades, nàusees, dolor o tibantors. En els casos més extrems, la pressió ascendent sobre el diafragma i els pulmons també pot causar sensació de falta d'aire. Té diverses causes (vegeu més avall), essent deguda, més sovint, a una cumulació de gas a l'estómac, l'intestí prim o el còlon. La sensació de pressió sovint s'alleuja, o almenys disminueix, mitjançant eructes o flatulències.

## Causes
Una de les principals causes de la distensió és l'alimentació excessiva i l'empassar aire, coneguda com a aerofàgia. Altres causes inclouen malalties inflamatòries intestinals com la malaltia de Crohn i la colitis ulcerosa, la síndrome de l'intestí irritable, la diabetis, la dispèpsia funcional o el restrenyiment transitori. En casos rars, la inflor pot produir-se en persones que tenen intolerància a la llet (intolerància a la lactosa), infeccions parasitàries com la giardiosi, intoxicació alimentària (per bacteris), malaltia celíaca, malaltia greu de l'úlcera pèptica, obstrucció intestinal o després de certs tipus de cirurgia abdominal.
La insuficiència cardíaca i la cirrosi també són una causa freqüent de distensió. En aquests dos trastorns, el líquid s'acumula a l'abdomen i crea una sensació de plenitud. La distensió abdominal també pot ser un símptoma del càncer d'ovari. Les dones són més propenses a la inflor i sovint identifiquen aquests símptomes durant la menstruació. Alguns individus que desenvolupen distensió poden tenir poca mobilitat dels intestins o poden ser hipersensibles a les sensacions intestinals. Alguns medicaments, com ara antidepressius i antiespasmòdics, poden contribuir a reduir la motilitat intestinal. Els estudis han demostrat que empassar aire durant el menjar o retardar el buit de l'estómac per hiperacidesa condueix a la inflor després d'un àpat. Les persones restrenyides també es queixen de la inflor. En algunes persones hipersensibles, qualsevol volum d'aire es pot percebre com a plenitud i pot no haver-hi distensió abdominal real.